# Claudia Delgadillo González
Claudia Delgadillo González (Guadalajara, Jalisco; 24 de julio de 1972) es una abogada y política mexicana, miembro de  Morena. Fue diputada local plurinominal al Congreso de Jalisco de 2015-2018, regidora del Ayuntamiento de Guadalajara en dos ocasiones de 2006-2009 y de 2018-2021, así como diputada federal al Congreso de la Unión por el distrito 11 de Jalisco, en tres períodos 2006, 2012-2015 y de 2021-2024.

## Biografía
Claudia Delgadillo González es licenciada en Derecho egresada de la Universidad de Guadalajara. Posteriormente ejerció como docente de derecho procesal laboral.

## Trayectoria política

### Regidora del Ayuntamiento de Guadalajara (2006-2009)
Inició su carrera política siendo electa regidora al Ayuntamiento de Guadalajara de 2006 a 2009, cuando encabezada dicho ayuntamiento Alfonso Petersen Farah; de 2009 a 2012 fue secretaria de Desarrollo Social del mismo ayuntamiento, en la administración de Aristóteles Sandoval. También de 2006 a 2009 ocupó el cargo de secretaria general del comité municipal del PRI.

### Diputada federal (2012-2015)
En 2012 fue postulada candidata a diputada federal por el PRI en el distrito 11 de Jalisco, resultando electa a la LXII Legislatura de aquel año al de 2015. En la Cámara de Diputados fue presidenta de la comisión de Trabajo y Previsión Social; así como integrante de las comisiones de Desarrollo Metropolitano; de Ganadería; de Justicia; de Programas Sociales; de Puntos Constitucionales; y de Transparencia y Anticorrupción.

### Candidatura a la gubernatura de Jalisco (2024)
En 2024, fue nominada por el partido Movimiento Regeneración Nacional como candidata a gobernadora de Jalisco por la coalición Sigamos Haciendo Historia. Sin embargo, perdió la elección con una diferencia de poco menos de 200 000 votos, donde el candidato electo fue Pablo Lemus representando al partido Movimiento Ciudadano, situación por la cual declararía un presunto fraude en el proceso electoral.